# 1914 no teatro

## Eventos
8 de novembro - Inauguração do Teatro Municipal de São João da Boa Vista em São João da Boa Vista, Brasil.

## Nascimentos
| Data           | Nome            | Profissão                                                       | Nacionalidade  | Observações | Ref |
| -------------- | --------------- | --------------------------------------------------------------- | -------------- | ----------- | --- |
| 8 de maio      | Miroel Silveira | diretor de teatro, crítico teatral e ensaísta                   | Brasil         | m. 1988     |     |
| 10 de outubro  | Mirita Casimiro | atriz                                                           | Portugal       | m. 1970     |     |
| 6 de novembro  | Jonathan Harris | ator                                                            | Estados Unidos | m. 2002     |     |
| 30 de dezembro | Jo Van Fleet    | atriz                                                           | Estados Unidos | m. 1996     |     |
| ??             | Júlio Gouveia   | diretor de teatro e de televisão, ator, apresentador e educador | Brasil         | m. 1988     |     |

## Mortes
| Data | Nome | Profissão | Nacionalidade | Observações | Ref |
| ---- | ---- | --------- | ------------- | ----------- | --- |